# Ostalpen-Enzian
Der Ostalpen-Enzian (Gentiana pannonica), auch Pannonischer Enzian, Ungarischer Enzian oder Ungarn-Enzian genannt, ist eine Pflanzenart aus der Gattung der Enziane (Gentiana) innerhalb der Familie der Enziangewächse (Gentianaceae).

## Beschreibung

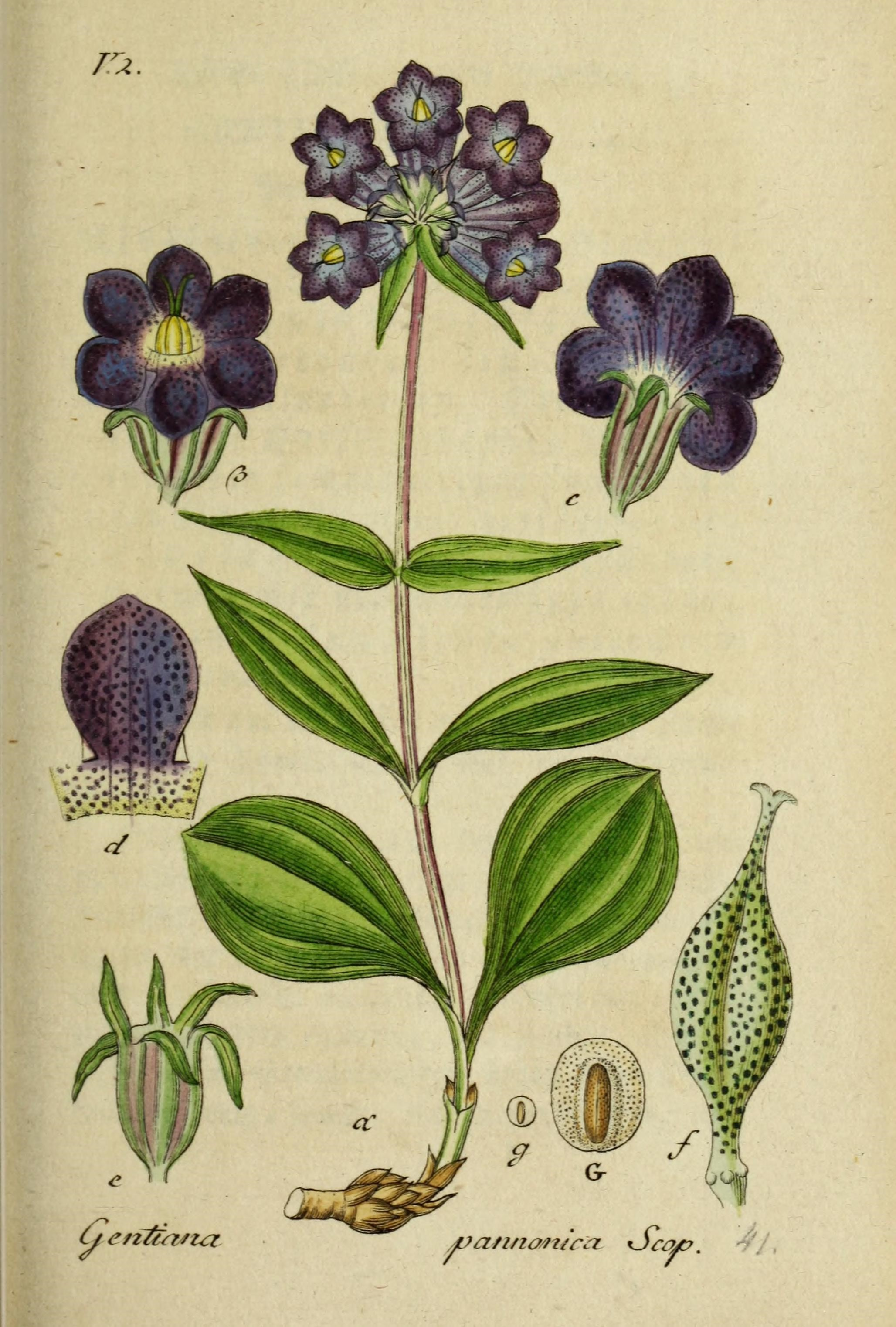
Illustration aus Deutschlands Flora in Abbildungen nach der Natur

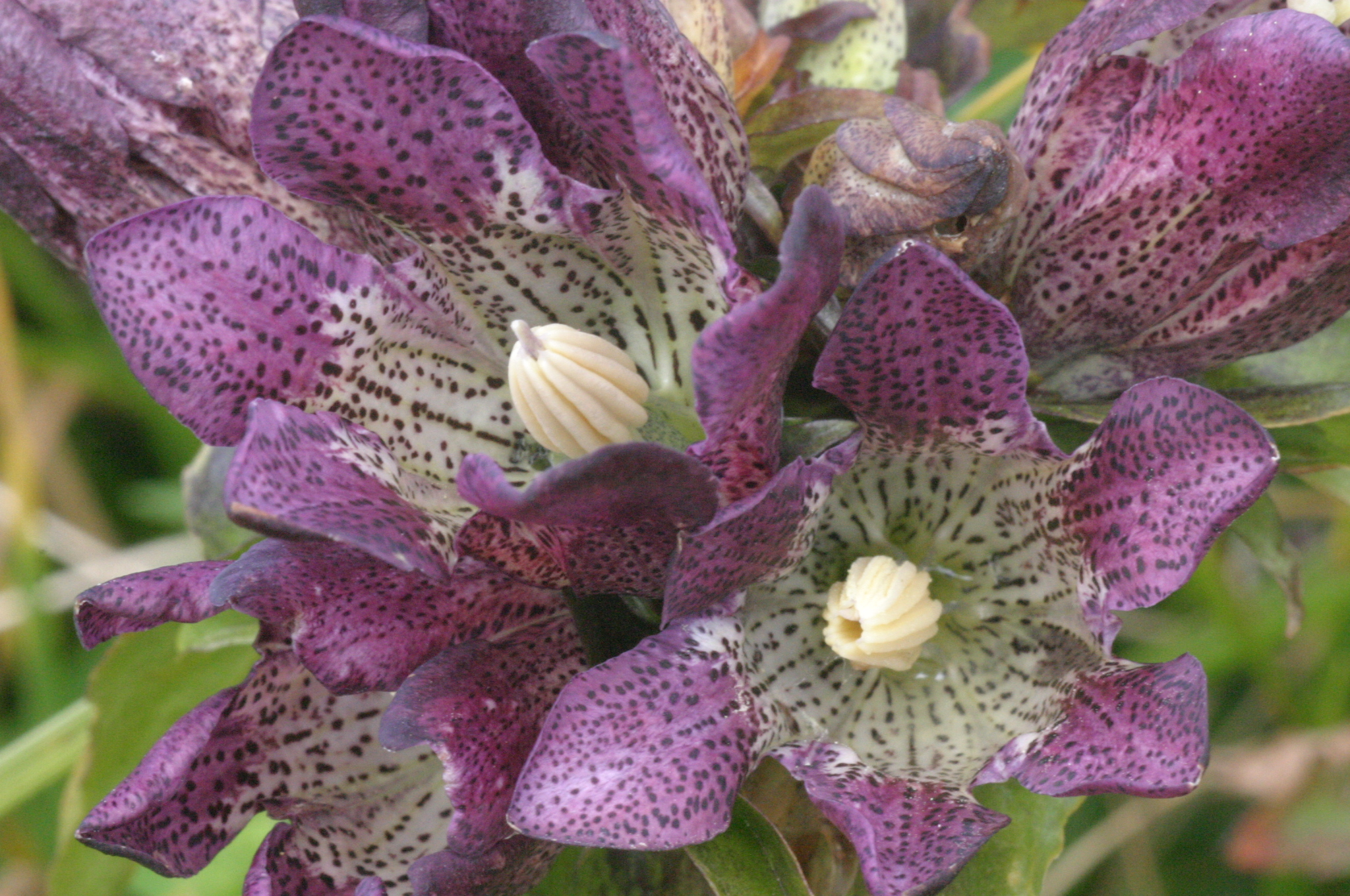
Blüten im Detail

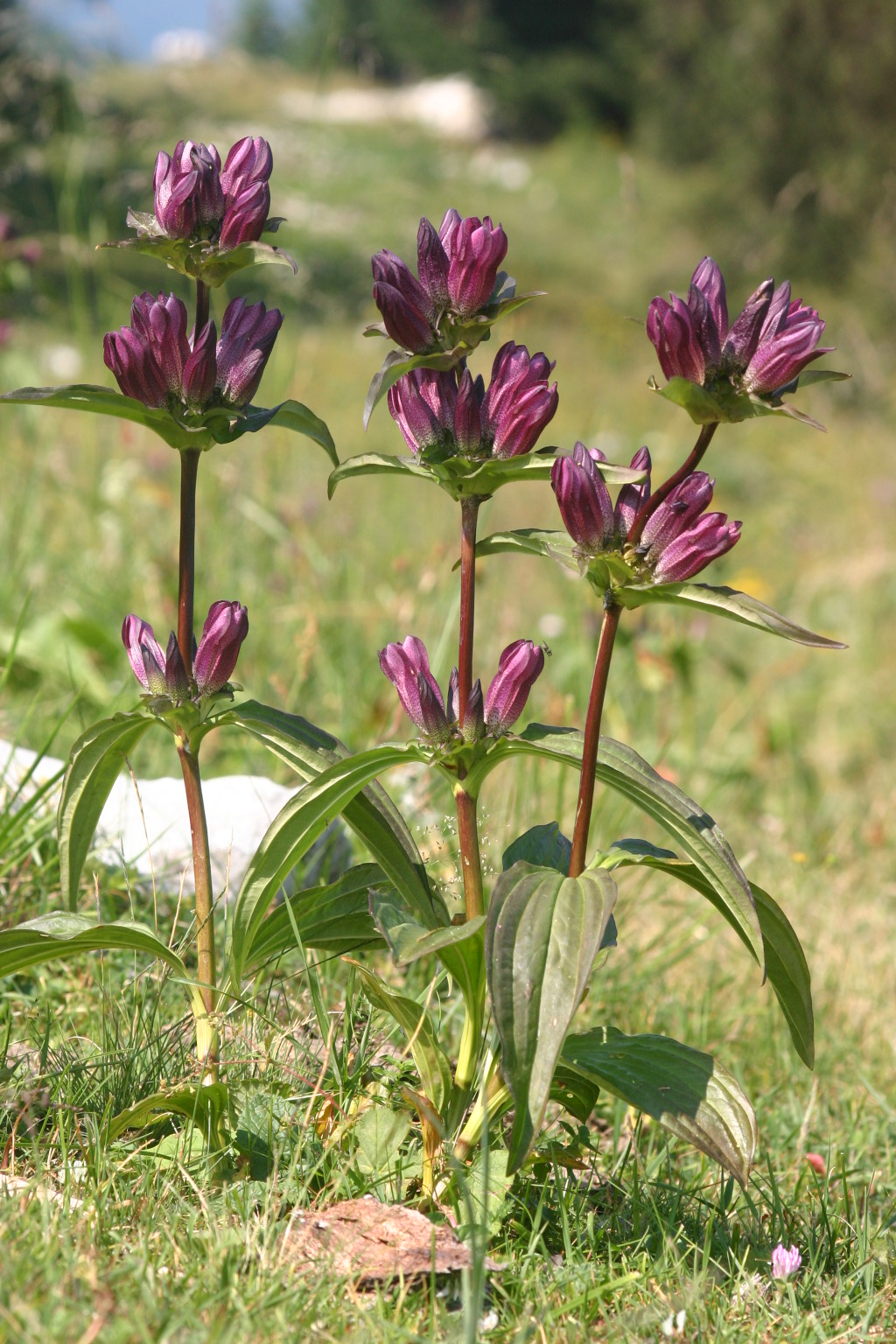
Habitus, gegenständige Laubblätter und Blüten

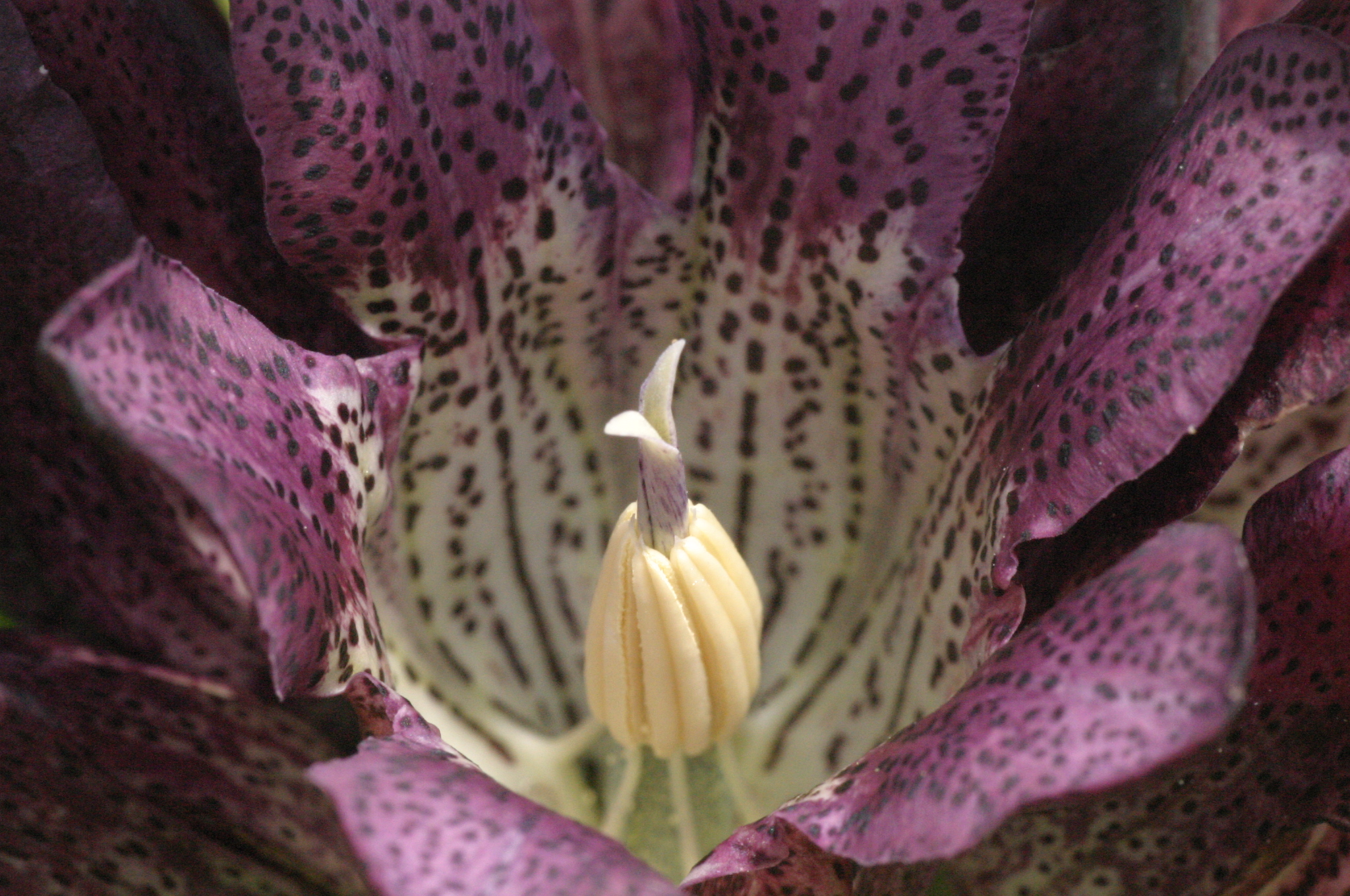
Einzelblüte

### Vegetative Merkmale
Der Ostalpen-Enzian ist eine ausdauernde, krautige Pflanze, die Wuchshöhen von 20 bis 60 Zentimetern erreicht. Alle oberirdischen Pflanzenteile sind kahl. Der Stängel ist aufrecht, kräftig und hohl.
Die fünf- bis siebennervigen Laubblätter sind kreuzgegenständig angeordnet. Die unteren Laubblätter besitzen einen Blattstiel und sind elliptisch geformt, die oberen sind sitzend und spitz-lanzettlich.

### Generative Merkmale
Die Blütezeit erstreckt sich von Juli bis September. Die Blüten sitzen in den oberen Blattachseln oder gehäuft am Stängelende.
Die zwittrigen Blüten sind radiärsymmetrisch mit doppelter Blütenhülle. Die grünen Kelchblätter sind bis etwa zur Mitte glockigförmig verwachsen. Es sind fünf bis acht nach außen gebogene Kelchzähne vorhanden. Die Krone ist 25 bis 52 Millimeter lang Die fünf bis neun Kronlappem sind bei einer Länge von etwa 15 Millimetern eiförmig. An ihrer Außenseite sind die Kronblätter rotviolett gefärbt und schwarzrot punktiert, die Innenseite ist gewöhnlich gelblich. Die Staubblätter sind 6 bis 7 Millimeter lang. Der Fruchtknoten ist bis 35 Millimeter lang und schwarzrot punktiert.
Die kurz und dick gestielte Kapselfrucht ist ellipsoid. Die braunen Samen sind abgeflacht, etwa 2 Millimeter lang sowie etwa 1,5 Millimeter breit und geflügelt.
Die Chromosomenzahl beträgt 2n = 40.

## Verwechslungsmöglichkeiten
Der Ostalpen-Enzian ist besonders dem  Purpur-Enzian (Gentiana purpurea) ähnlich.

## Vorkommen
Der Ostalpen-Enzian kommt nur in den Ostalpen, Bergamasker Alpen, Karpaten und Siebenbürgen vor. Die Westgrenze des Ostalpen-Enzian (Allgäu, Ostschweiz) fällt mit der Ostgrenze des Purpur-Enzians zusammen. Es gibt Fundortangaben für die Länder Deutschland, Österreich, Schweiz, Italien, Slowenien, Kroatien und Tschechien.
Der Ostalpen-Enzian gedeiht am besten auf kalkhaltigen, aber auch kalkarmen Böden. Er kommt in Mitteleuropa in Hochstauden- und Karfluren, Mooren und Latschengebüschen bevorzugt vor. Der Ostalpen-Enzian ist eine Charakterart des Nardion-Verbands, kommt aber auch in Pflanzengesellschaften des Unterverbands Rhododendro-Vaccinienion vor. Er gedeiht meist in Höhenlagen von 1300 bis 2275 Metern.
In Österreich ist der Ostalpen-Enzian zerstreut bis mäßig häufig verbreitet (beispielsweise am Krippenstein/Dachstein) und fehlt in Wien sowie dem Burgenland. In Deutschland kommt er außer in den Alpen im Bayerischen Wald vor.

## Taxonomie
Die Erstveröffentlichung von Gentiana pannonica erfolgte 1771 durch Giovanni Antonio Scopoli in Flora Carniolica, 2. Auflage, Band 1, S. 182. Das Artepitheton pannonica leitet sich von der römischen Provinz Pannonien ab. Synonyme für Gentiana pannonica Scop. sind: Gentiana semifida Hoffmanns. ex Rchb., Coilantha pannonica (Scop.) Don.

## Nutzung und Gefährdung
Der Ostalpen-Enzian gilt als alte Arzneipflanze und wird wie der Gelbe Enzian genutzt. Da sie in früherer Zeit intensiv genutzt wurde, sind ihre Bestände auf kleinere Restpopulationen zusammengeschrumpft. Daher führt die IUCN diese Art in der Kategorie „Near Threatened“ = „potenziell gefährdet“. Zum Schutz dieser Art sind Lebensraummanagementpläne vorgesehen oder werden umgesetzt.